# Kermes nahalali
Kermes nahalali är en insektsart som beskrevs av Bodenheimer 1931. Kermes nahalali ingår i släktet Kermes och familjen eksköldlöss.
Artens utbredningsområde är Israel. Inga underarter finns listade i Catalogue of Life.